# Lasne-Chapelle-Saint-Lambert
Lasne-Chapelle-Saint-Lambert (wa. Lane-Tchapele-Sint-Lambiet) – dzielnica (section) gminy Lasne w Belgii, w Regionie Walońskim, w prowincji Brabancja Walońska, w okręgu Nivelles. 1 stycznia 2020 roku liczyła 4289 mieszkańców. Do 31 grudnia 1976 samodzielna gmina.

## Demografia
Liczba mieszkańców, stan na 1 stycznia:
| Rok                | 1930 | 1961 | 2020 |
| ------------------ | ---- | ---- | ---- |
| Liczba mieszkańców | 1890 | 1908 | 4289 |